# WinAVR
WinAVR ist eine Distribution des Cross-Compilers avr-gcc zum Einsatz unter Windows. Das letzte Release erfolgte am 20. Januar 2010 vor der Einstellung des Projekts. Eine Fortsetzung des Projekts wurde Mitte 2011 angekündigt. Nach der Fortsetzung erfolgte das letzte Release am 13. November 2014.
Neben dem Compiler für AVR-Mikrocontroller beinhaltete die Distribution eine komplette GNU Toolchain mit binutils, AVR-LibC, gdb, Simulator, In-System-Programmer, make und weitere aus der Unix-Welt bekannte Tools und Werkzeuge wie find, grep, awk, sed etc. sowie den auf Scintilla basierenden Programmier-Editor Programmer's Notepad. Je nach Version ist nicht nur ein C- und C++-Compiler enthalten, sondern auch ein Compiler für Objective-C und eine komplette AVR32-Entwicklungsumgebung.